# Ламберг, Франц Филипп
Граф Франц Филипп фон Ламберг (нем. Franz Phillipp von Lamberg; 30 ноября 1791, Мор (ныне — в медье Фейер), Королевство Венгрия — 28 сентября 1848, Будапешт, Королевство Венгрия) — австрийский фельдмаршал-лейтенант.
Происходил из знатной дворянской семьи. Начал военную службу в 1810 году в звании лейтенанта в 3-м уланском полку, принимал участие в войне 1813—1814 гг. против наполеоновской Франции. В течение длительного мирного периода, последовавшего после их окончания, прошёл всю карьерную лестницу и достиг после 32-х лет службы в 1842 году звания фельдмаршал-лейтенанта.
В сентябре 1848 года Ламберг направлен императором Фердинандом в Венгрию в качестве императорского комиссара и главнокомандующего, но венгерское Национальное собрание объявило это назначение незаконным. На следующий день, 28 сентября, толпа убила Ламберга на мосту через Дунай. Это послужило непосредственным поводом к Венгерской войне.